# Gare de Charleroi-Ouest
La gare de Charleroi-Ouest est une gare ferroviaire belge de la ligne 140 d’Ottignies à Charleroi, située à la limite entre Charleroi et Dampremy en province de Hainaut et Région wallonne. Jadis terminus de la ligne, pour les voyageurs, et se prolongeant en direction de Marcinelle, elle fut reliée à la Gare de Charleroi-Central par une nouvelle courbe (ligne 140/1) dans le cadre du plan IC-IR de 1984. Faute à sa faible desserte, cet arrêt n'est que peu fréquenté, la gare de Charleroi-Sud (Charleroi-Central depuis 2022), bien plus importante, se situant à moins d'un kilomètre de celle-ci.
Jadis, la gare disposait d'un grand bâtiment avec guichets accolé à la voie 1. Il n'existe plus aujourd'hui. Une station du métro léger de Charleroi, Ouest, jouxte la gare.
Depuis le mois de septembre 2018, les trains Omnibus (L) et d'heure de pointe (P), ont été renommés dans le cadre de la création du réseau suburbain de Charleroi ; Charleroi-Ouest se trouve sur la ligne S61 du RER de Charleroi.

## Histoire
La station de Charleroi (ville-basse) est mise en service le 14 août 1855 lorsque la Compagnie du chemin de fer de Charleroi à Louvain ouvre à l'exploitation la section d'Ottignies à Charleroi, qui rejoint le réseau des Chemins de fer de l'État belge au niveau de Marchienne-Est d'où partent déjà les lignes, privées, vers Couvin (Chemin de fer de l'Entre-Sambre-et-Meuse) et Erquelinnes (Compagnie du Charleroi-Erquelinnes, future composante du Nord-Belge).

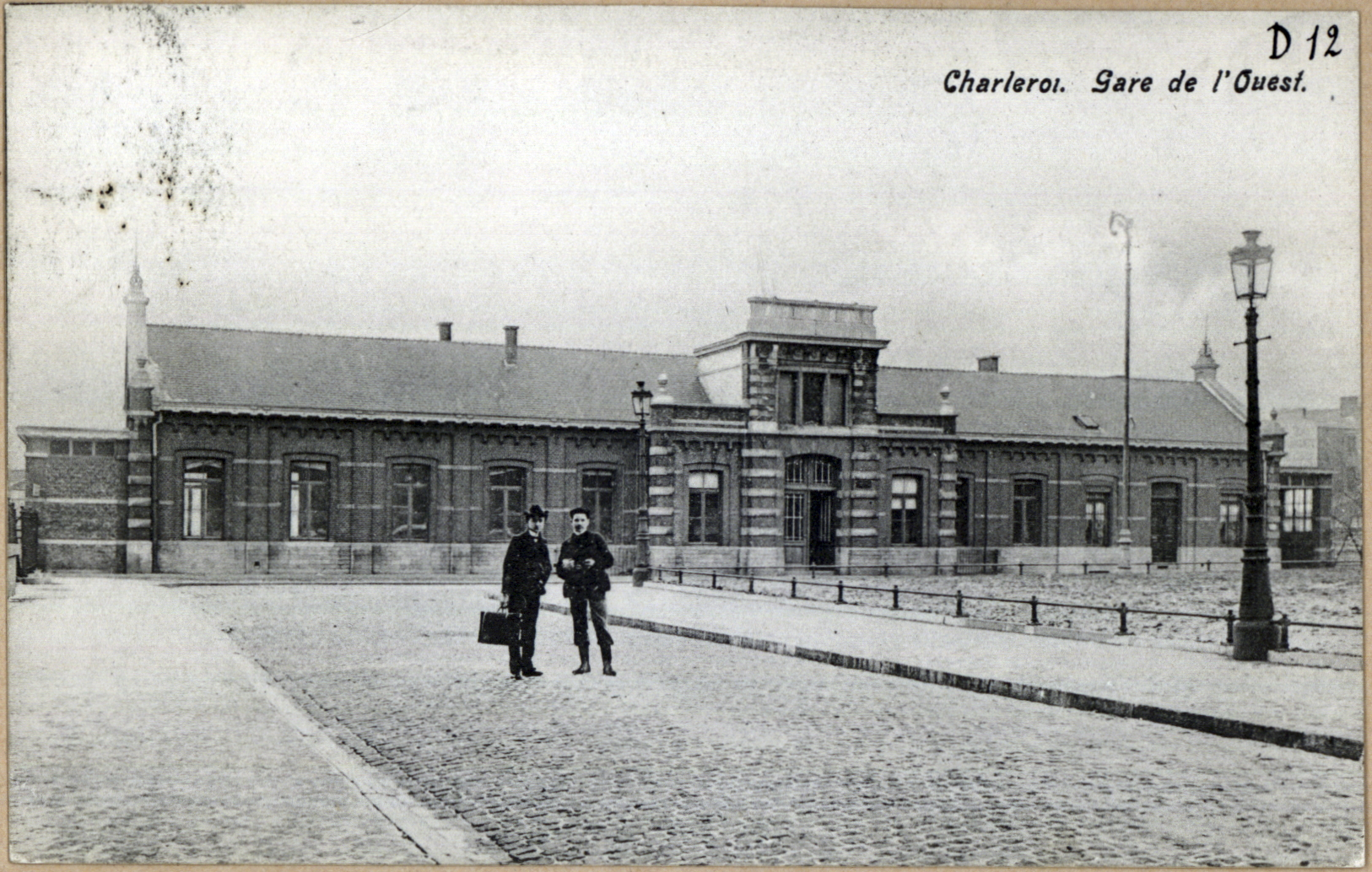
Bâtiment de la gare au début du XXe siècle.

Terminus de la ligne, pour les voyageurs, situé à moins d'un kilomètre de la gare de Charleroi-Sud, la gare de la ville basse n'est toutefois pas le siège administratif de la compagnie qui a choisi d'implanter ses bureaux et son dépôt de locomotives en gare de Lodelinsart.
Dès 1859, la compagnie fusionne avec plusieurs autres exploitants belges pour donner naissance aux Chemins de fer de l'Est belge puis, à la suite d'un nouveau regroupement, au Grand Central Belge. De nombreux trains transitent désormais par la gare de l'Ouest pour gagner la France ou les Pays-Bas.
La gare d'origine se trouvait à l'origine plus au sud à hauteur de l'actuelle place de la Digue. En 1886, le Grand Central fait reconstruire la gare plus près du viaduc et érige un bâtiment de gare extrapolé de son plan standard mais plus haut d'un étage côté voies en raison de l'implantation des voies dans une tranchée. Surnommée « la gare des flamands » en raison du transit de nombreux mineurs de fond venant du nord du pays, son bâtiment est doté d'un niveau supplémentaire en 1909.
La nationalisation du Grand Central est décidée en 1897. Les Chemins de fer de l'État belge reprennent la ligne et changent le nom de la gare de Charleroi (ville basse) pour Charleroi (Ouest) à partir du 3 janvier 1900.
Au cours de la seconde moitié du XXe siècle, la gare de l'Ouest perd de son importance. Plusieurs lignes ferment au trafic des voyageurs et marchandises et la ligne 140 (Charleroi - Ottignies) décline également. La SNCB décide cependant de l'électrifier et de créer une courbe de raccordement directe vers la gare de Charleroi-Sud dans les années 1980. Le bâtiment de la gare est rasé et remplacé par un préfabriqué qui ferme à la fin des années 1990, faisant de Charleroi-Ouest un simple point d'arrêt.

## Service des voyageurs

### Accueil
Halte SNCB, c'est un point d'arrêt non géré (PANG) à accès libre. L'accès au quai s'effectue au moyen d'un escalier depuis le pont routier où est disposé un distributeur automatique de titres de transport.

### Desserte
Charleroi-Ouest est desservie par des trains Suburbains (S61) de la SNCB qui effectuent des missions sur la ligne 140 (Charleroi-Central - Ottignies).
En semaine, la desserte est constituée de trains S61 entre Jambes et Wavre via Namur, Charleroi-Central et Ottignies, toutes les heures, complétés aux heures de pointe par trois trains S61 supplémentaires entre Charleroi-Central et Ottignies (le matin) et trois dans le sens opposé (en fin d’après-midi).
Les week-ends et jours fériés, la desserte se restreint à un train S61 toutes les heures entre Jambes et Wavre.

### Intermodalité
La gare est située à proximité de la station Ouest du métro léger de Charleroi.
Elle est également desservie par les lignes 41, 53, 85, 86 et MIDO du TEC Charleroi.

## Comptage voyageurs
Le graphique et le tableau montrent le nombre de passagers qui en moyenne embarquent durant la semaine, le samedi et le dimanche.
| Nombre de voyageurs qui embarquent à la gare de Charleroi-Ouest | Nombre de voyageurs qui embarquent à la gare de Charleroi-Ouest | Nombre de voyageurs qui embarquent à la gare de Charleroi-Ouest | Nombre de voyageurs qui embarquent à la gare de Charleroi-Ouest |
|                                                                 | Semaine                                                         | Samedi                                                          | Dimanche                                                        |
| --------------------------------------------------------------- | --------------------------------------------------------------- | --------------------------------------------------------------- | --------------------------------------------------------------- |
| 1977                                                            | 453                                                             | 166                                                             | 81                                                              |
| 1978                                                            | 460                                                             | 193                                                             | 164                                                             |
| 1979                                                            | 462                                                             | 211                                                             | 238                                                             |
| 1980                                                            | 425                                                             | 120                                                             | 144                                                             |
| 1981                                                            | 355                                                             | 109                                                             | 162                                                             |
| 1982                                                            | 421                                                             | 74                                                              | 126                                                             |
| 1983                                                            | 326                                                             | 79                                                              | 128                                                             |
| 1984                                                            | 413                                                             | 130                                                             | 185                                                             |
| 1985                                                            | 471                                                             | 134                                                             | 226                                                             |
| 1986                                                            | 289                                                             | 112                                                             | 202                                                             |
| 1987                                                            | 180                                                             | 46                                                              | 75                                                              |
| 1988                                                            | 138                                                             | 52                                                              | 67                                                              |
| 1989                                                            | 159                                                             | 39                                                              | 44                                                              |
| 1990                                                            | 97                                                              | 6                                                               | 7                                                               |
| 1991                                                            | 103                                                             | 34                                                              | 37                                                              |
| 1992                                                            | 122                                                             | 35                                                              | 37                                                              |
| 1993                                                            | 117                                                             | 39                                                              | 36                                                              |
| 1994                                                            | 133                                                             | 34                                                              | 31                                                              |
| 1995                                                            | 125                                                             | 49                                                              | 75                                                              |
| 1996                                                            | 104                                                             | 20                                                              | 35                                                              |
| 1997                                                            | 105                                                             | 33                                                              | 28                                                              |
| 1998                                                            | 114                                                             | 16                                                              | 23                                                              |
| 1999                                                            | 124                                                             | 11                                                              | 20                                                              |
| 2000                                                            | 104                                                             | 38                                                              | 27                                                              |
| 2001                                                            | 118                                                             | 21                                                              | 18                                                              |
| 2002                                                            | 88                                                              | 24                                                              | 31                                                              |
| 2003                                                            | 88                                                              | 20                                                              | 24                                                              |
| 2004                                                            | 87                                                              | 20                                                              | 20                                                              |
| 2005                                                            | 99                                                              | 56                                                              | 38                                                              |
| 2006                                                            | 90                                                              | 28                                                              | 16                                                              |
| 2007                                                            | 75                                                              | 20                                                              | 30                                                              |
| 2008                                                            | -                                                               | -                                                               | -                                                               |
| 2009                                                            | 94                                                              | 21                                                              | 22                                                              |
| 2010                                                            | -                                                               | -                                                               | -                                                               |
| 2011                                                            | -                                                               | -                                                               | -                                                               |
| 2012                                                            | 108                                                             | 21                                                              | 24                                                              |
| 2013                                                            | 140                                                             | 20                                                              | 31                                                              |
| 2014                                                            | 116                                                             | 28                                                              | 29                                                              |
| 2015                                                            | 104                                                             | 24                                                              | 22                                                              |
| 2016                                                            | 99                                                              | 24                                                              | 26                                                              |
| 2017                                                            | 92                                                              | 18                                                              | 17                                                              |
| 2018                                                            | 67                                                              | 20                                                              | 21                                                              |
| 2019                                                            | 93                                                              | 14                                                              | 15                                                              |
| 2020                                                            | 45                                                              | 19                                                              | 13                                                              |
| 2021                                                            | -                                                               | -                                                               | -                                                               |
| 2022                                                            | 110                                                             | 22                                                              | 30                                                              |
| 2023                                                            | 153                                                             | 21                                                              | 49                                                              |
| 2024                                                            | 106                                                             | 28                                                              | 27                                                              |

## Galerie

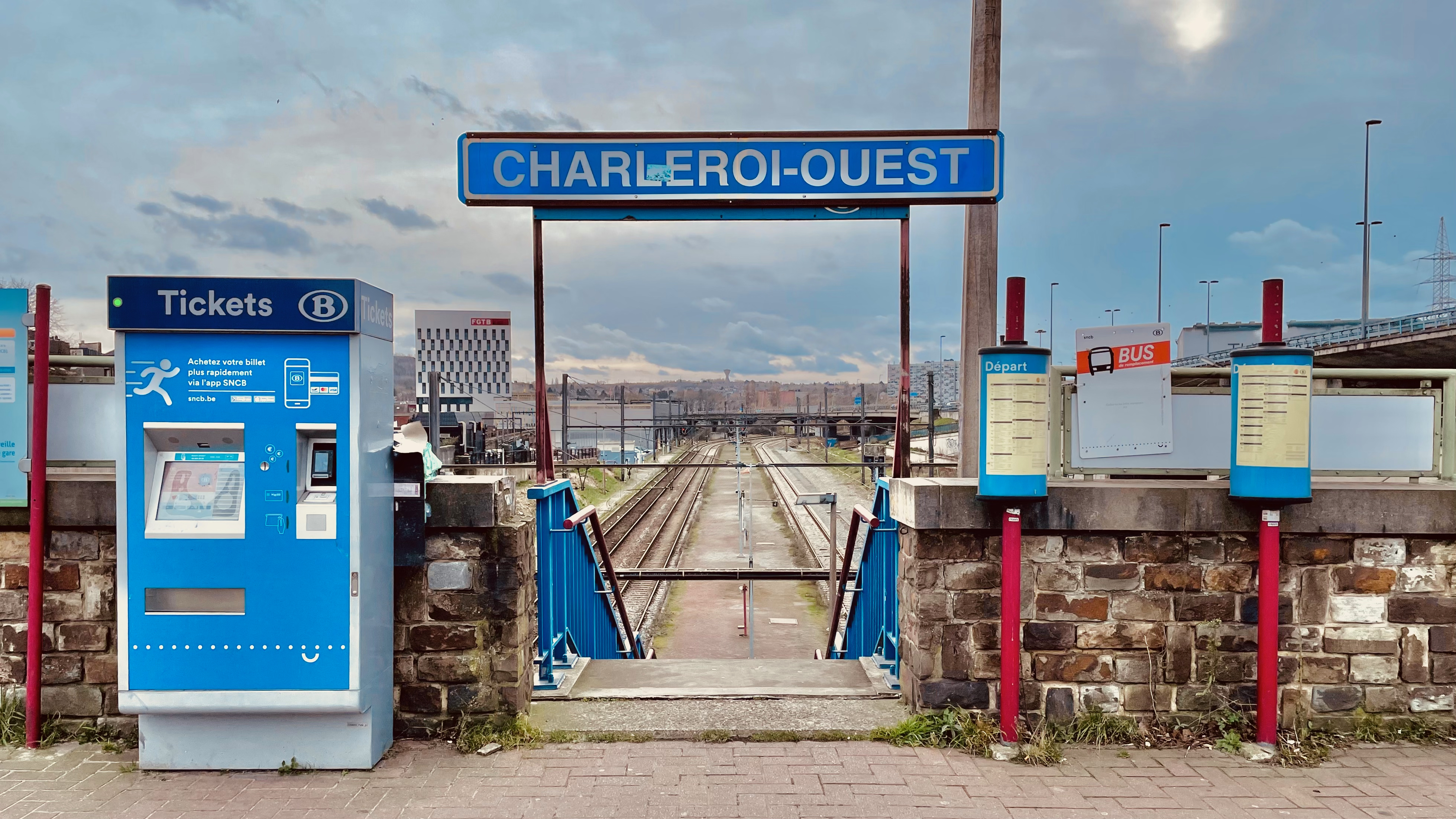
Entrée de la halte.
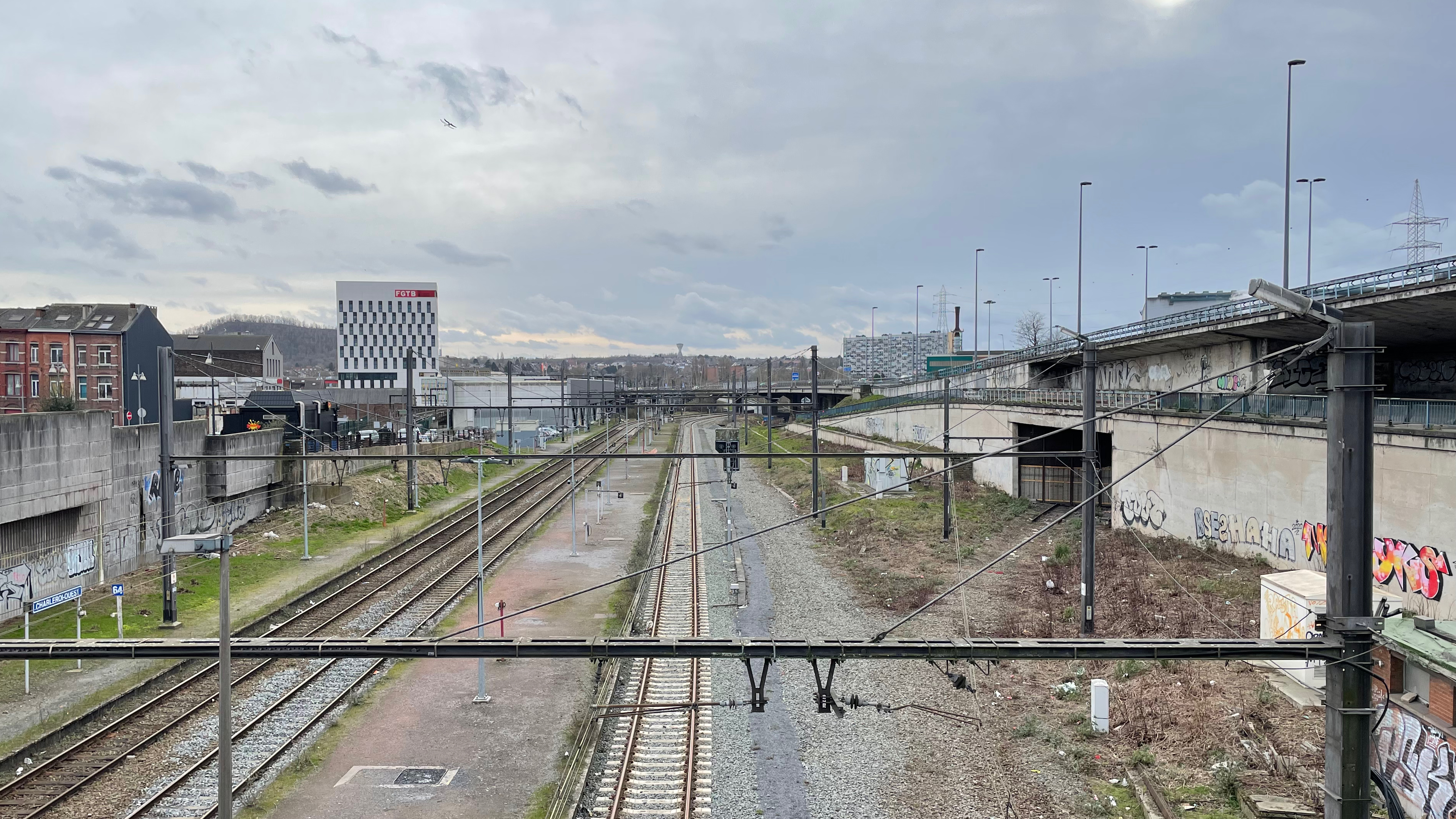
Vue depuis le pont.
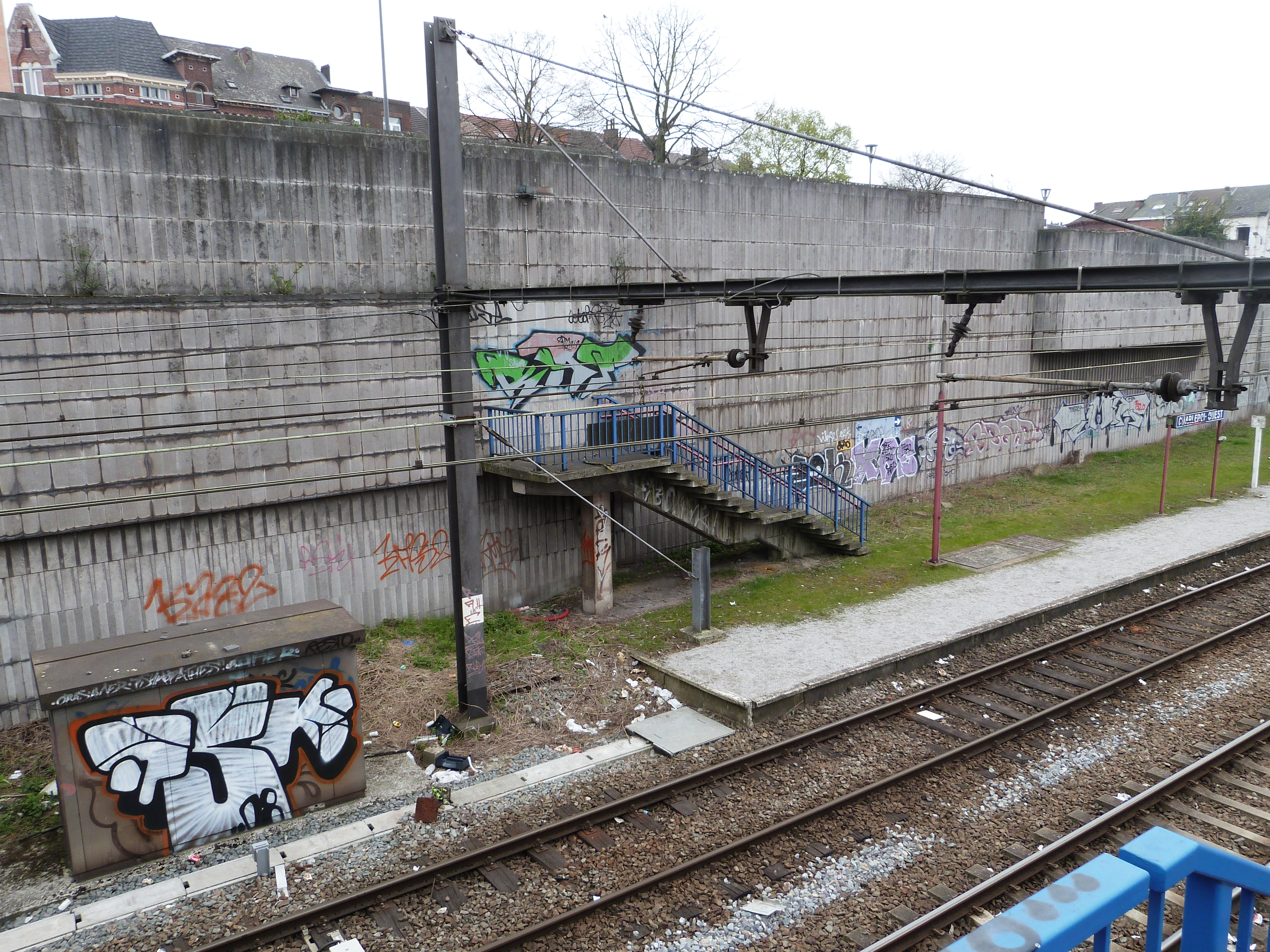
Chemin d'accès condamné.
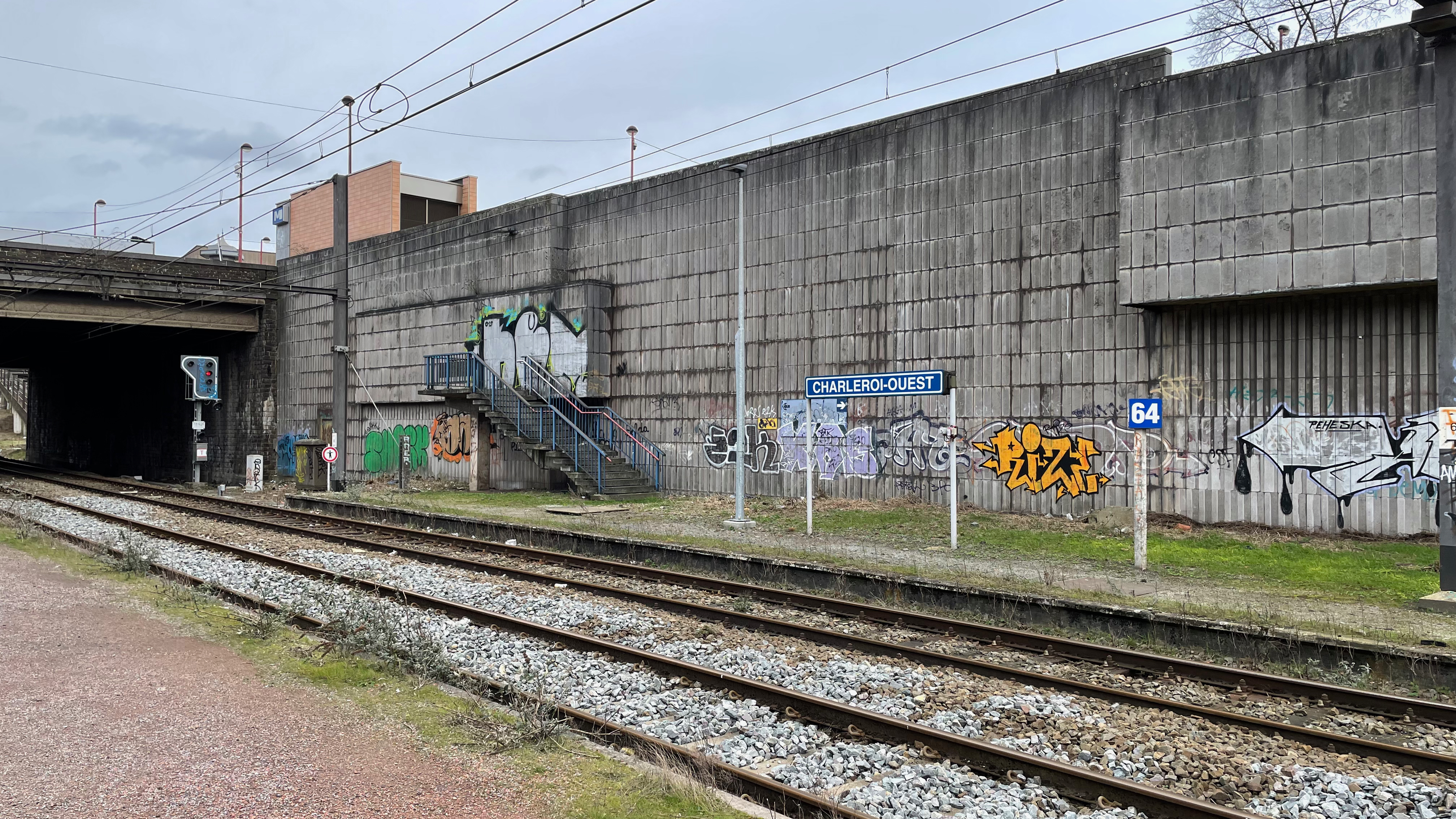
Quai inutilisé.